# Leopold II., car Svetog Rimskog Carstva
Leopold II., punim imenom Peter Leopold Joseph Anton Joachim Pius Gotthard (Beč, 5. svibnja 1747. – Beč, 1. ožujka 1792.), treći sin Marije Terezije i cara Franje Stjepana Lotarinškog, veliki vojvoda Toskane (1765. –  1790.), rimsko-njemački car, ugarsko-hrvatski i češki kralj (1790. – 1792.) iz dinastije Habsburg-Lothringen.
Smrt njegove braće, Karla (koji nije imao djece) i Josipa II., 20. veljače 1790., na kraju ga je učinila nasljednikom carske titule. No, sam Leopold nije se previše miješao u bratovu politiku dok je ovaj bio na vlasti, primarno jer je bio zadovoljan svojom funkcijom velikog vojvode Toskane, a i jer je njegov brat, zbog brojnih reformi, postao iznimno nepopularan. Njegovo nemiješanje išlo je do te granice da je, kada ga je umirući Josip II. pozvao u Beč da postane suvladar, Leopold to hladno odbio. Nakon Josipove smrti naslijedio je prijestolje, ali je u Beč stigao tek desetak dana poslije bratove smrti.  
Leopold II. vladao je iznimno kratko, samo dvije godine, a njegovu vladavinu obilježio je nastavak povlačenja bratovih reformi. Kako je Josip II. ulaskom u Dubički rat (rat između Habzbugovaca i Osmanlija) doveo državu u krizu, a pomoć mu nije pružena zbog radikalnih reformi, morao je povući većinu svojih reformi. Njegovom smrću 1790., Leopold II. je, kao novoizabrani car, dovršio povlačenje tih reformi,  ostavivši tako na snazi samo bratov Patent o vjerskoj toleranciji i Patent o ukidanju kmetstva. Uz to, Leopold II. je već sljedeće godine, uvidjevši kako Monarhija gubi u ratu, potpisao Mir u Svištovu i tako istupio iz Dubičkog rata.
Kao ni njegov brat, Leopold II. nije reagirao na Francusku revoluciju. Iako su mnoge europske monarhije bile zabrinute liberalizacijom jedne od najstarijih europskih monarhija, braća Josip i Leopold nisu intervenirala zbog čega su dobili, posebice Leopold, etiketu liberalnih vladara. Iako nije intervenirao on, njegov sin Franjo II. je već 1792., odmah nakon očeve smrti, uveo Monarhiju u Francuske revolucionarne ratove kako bi zaustavio tijek Francuske revolucije. 
Car Leopold II. iznenada je umro 1. ožujka 1792. godine u Beču. Njegova iznenadna smrt potakla je glasine da je zbog svojih liberalnih nazora otrovan. Naslijedio ga je sin Franjo II.

## Vanjske poveznice
- Ferdo Šišić o Leopoldu II.  Arhivirana inačica izvorne stranice od 20. studenoga 2008. (Wayback Machine)

| Leopold II., car Svetog Rimskog Carstva Dinastija Habsburg-LothringenBočna linija Lotarinške dinastijeRođ. 5. svibnja 1747. Umr. 1. ožuja 1792. | |                           |
| Vladarske titule | |                           |
| prethodnik Franjo Stjepan | toskanski veliki vojvoda 1765. – 1790. | nasljednik Ferdinand III. |
| prethodnik Josip II. | car Svetog Rimskog Carstva rimsko-njemački kralj ugarski, hrvatski i češki kralj; austrijski nadvojvoda; brabantski, limburški, luksemburški i milanski vojvoda; flandrijski, hainautski i namurski grof 1790. – 1792. | nasljednik Franjo II.     |